# Zyras seditiosus
Zyras seditiosus – gatunek chrząszcza z rodziny kusakowatych i podrodziny rydzenic.
Gatunek ten opisał po raz pierwszy w 1996 roku Roberto Pace na łamach „Revue suisse de Zoologie”. Jako lokalizację typową wskazano Góry Aberdare w Kenii.
Chrząszcz o błyszczącym, wydłużonym w zarysie ciele długości 5,9 mm. Głowa jest rudobrązowo ubarwiona, zaopatrzona w guzek między czułkami, wyraźnie punktowana z wyjątkiem niepunktowanej linii wzdłuż środka. Czułki mają człony pierwszy i drugi oraz nasadę członu trzeciego rudożółte, pozostałe człony zaś brązowe. Rude przedplecze ma wyraźne punktowanie, drobniejące po bokach i zanikłe przy tylnej krawędzi. W tyle przedplecza biegnie krótka, pośrodkowa bruzda podłużna. Rudobrązowe pokrywy mają wyraźne punktowanie. Kolor odnóży jest rudożółty. Odwłok jest rudobrązowy z rudymi pierwszym, drugim i szóstym z wolnych urotergitów.
Owad afrotropikalny, znany wyłącznie z Kenii. Spotkany na rzędnych 2300 m n.p.m.